# Liste der Kulturdenkmale in Kronshagen
In der Liste der Kulturdenkmale in Kronshagen sind alle Kulturdenkmale der schleswig-holsteinischen Gemeinde Kronshagen (Kreis Rendsburg-Eckernförde) aufgelistet (Stand: 10. März 2025).

## Legende
In den Spalten befinden sich folgende Informationen:
- Objekt-ID: die Nummer des Kulturdenkmales
- Lage: die Adresse des Kulturdenkmales und die geographischen Koordinaten. Kartenansicht, um Koordinaten zu setzen. In der Kartenansicht sind Kulturdenkmale ohne Koordinaten mit einem roten Marker dargestellt und können in der Karte gesetzt werden. Kulturdenkmale ohne Bild sind mit einem blauen Marker gekennzeichnet, Kulturdenkmale mit Bild mit einem grünen Marker.
- Offizielle Bezeichnung: Bezeichnung des Kulturdenkmales
- Beschreibung: die Beschreibung des Kulturdenkmales
- Bild: ein Bild des Kulturdenkmales

## Sachgesamtheiten
| Objekt-ID      | Lage                                                                                 | Offizielle Bezeichnung | Beschreibung | Bild                             |
| -------------- | ------------------------------------------------------------------------------------ | ---------------------- | --- | -------------------------------- |
| 45228 Wikidata | Bürgermeister-Drews-Straße 2, Kieler Straße 63b, 72, 84 (54° 19′ 52″ N, 10° 5′ 4″ O) | Ortszentrum Kronshagen | Ortszentrum Kronshagen; 1910 - 1950er Jahre; gewachsene städtebauliche Situation mit ehem. Gemeindehaus von 1910/11, ehem. Geschäftsgebäude des Landwirtschaftlichen Bezugsvereins von 1924, dem Geschäftshaus Seemann und einem Wohnhochhaus mit Laden - Begründung: geschichtlich, wissenschaftlich, künstlerisch, städtebaulich - Schutzumfang: Wohnhochhaus mit Laden (Bürgermeister-Drews-Straße 2), Wohnund Geschäftshaus Seemann (Kieler Straße 63b), ehem. Gemeindehaus (Kieler Straße 72), ehem. Geschäftsgebäude Landwirtschaftl. Bezugsverein (Sparkasse Kiel) (Kieler Straße 84) | BW                               |
| 40891 Wikidata | Eichhofstraße 54–56 (54° 20′ 8″ N, 10° 5′ 33″ O)                                     | Friedhof Eichhof       | Aktualisierung vorgesehen - Begründung: geschichtlich, wissenschaftlich, künstlerisch, städtebaulich - Schutzumfang: Friedhof Eichhof, Mausoleum Friedrich v. Esmarch, Mausoleum Martius, Mausoleum Milberg | weitere Fotos \| Fotos hochladen |
| 3324 Wikidata  | Kopperpahler Allee 59 (54° 20′ 14″ N, 10° 5′ 11″ O)                                  | Brüder-Grimm-Schule    | Brüder-Grimm-Schule mit Turnhalle; 1911/12, Architekt Johannes Garleff; Schulgebäude mit zeitgleich entstandener Turnhalle sowie der gärtnerischen Gestaltung des Schulhofareals mit Linden und Säuleneichen, qualitätvolles Ensemble der Heimatschutzarchitektur - Begründung: geschichtlich, künstlerisch, städtebaulich - Schutzumfang: Brüder-Grimm-Schule mit Säuleneichen und Linden; Turnhalle | weitere Fotos \| Fotos hochladen |

## Mehrheit von baulichen Anlagen
| Objekt-ID      | Lage | Offizielle Bezeichnung                  | Beschreibung | Bild |
| -------------- | --- | --------------------------------------- | --- | ---- |
| 18654 Wikidata | Friedenskamp 1, 3, 5, 7, 9, 11, 13, 15, 17, Hasselkamp 67, 69, 71, 73, 75, 77, 79, 81, 83, 85, 87, 89, 91, 93, 95, 97 (54° 19′ 59″ N, 10° 5′ 43″ O) | Wohnhauskolonie Hasselkamp/Friedenskamp | Wohnhauskolonie Hasselkamp-Friedenskamp; errichtet ab 1913, Arnolf Bruhn; um einen etwa quadratischen, weitläufigen Innenraum konzipierte Reihenhaus-Wohnanlage, ein- und zweigeschossige Backsteinbauen, überwiegend traufständig, Auflockerung durch malerisch kombinierte Gliederungselemente wie Loggien, Erker und Zwerchhäuser. Hasselkamp Nr. 93 Haus des Architekten, sowie Friedenskamp 15 mit qualitätvoller Ausstattung - Begründung: geschichtlich, künstlerisch, städtebaulich - Schutzumfang: Wohnhaus Arnold Bruhn, (Hasselkamp 93); Reihenhäuser Friedenskamp 1, 3, 5, 7, 9, 11, 13, 15, 17; Reihenhäuser Hasselkamp 67, 69, 71, 73, 75, 77, 79, 81, 83, 85, 87, 89, 91, 95, 97 | BW   |

## Bauliche Anlagen
| Objekt-ID      | Lage                                                | Offizielle Bezeichnung                                                | Beschreibung | Bild                             |
| -------------- | --------------------------------------------------- | --------------------------------------------------------------------- | --- | -------------------------------- |
| 3323 Wikidata  | Claus-Sinjen-Straße (54° 19′ 52″ N, 10° 4′ 27″ O)   | Domäne Kronshagen: Pächterwohnhaus 1                                  | Alteintragung (Aktualisierung vorgesehen) - Begründung: Alteintragung (Aktualisierung vorgesehen) - Schutzumfang: Alteintragung (Aktualisierung vorgesehen) - Denkmaltyp: Bauliche Anlage | weitere Fotos \| Fotos hochladen |
| 3325 Wikidata  | Eichhofstraße 54 – 56 (54° 20′ 3″ N, 10° 6′ 4″ O)   | Mausoleum Martius                                                     | Das Mausoleum der Familie Martius wurde im neoklassizistischen Stil von 1915 bis 1919 erbaut. Der Bildhauer war der Münchner Adolf von Hildebrand. Alteintragung (Aktualisierung vorgesehen) - Begründung: geschichtlich, wissenschaftlich, künstlerisch - Schutzumfang: Alteintragung (Aktualisierung vorgesehen) - Denkmaltyp: Bauliche Anlage, Sachgesamtheit: Friedhof Eichhof | Fotos hochladen                  |
| 3322 Wikidata  | Eichhofstraße 54 – 56 (54° 20′ 10″ N, 10° 5′ 48″ O) | Mausoleum Friedrich v. Esmarch                                        | Der Backsteinbau mit gewölbtem Kupferdach wurde von Voigt entworfen und 1909 erbaut. Alteintragung (Aktualisierung vorgesehen) - Begründung: geschichtlich, wissenschaftlich, künstlerisch - Schutzumfang: Alteintragung (Aktualisierung vorgesehen) - Denkmaltyp: Bauliche Anlage, Sachgesamtheit: Friedhof Eichhof | Fotos hochladen                  |
| 9889 Wikidata  | Eichhofstraße 54 – 56 (54° 20′ 4″ N, 10° 5′ 52″ O)  | Mausoleum Milberg                                                     | Feld Nr. 29,1; Alteintragung (Aktualisierung vorgesehen) - Begründung: geschichtlich, wissenschaftlich, künstlerisch - Schutzumfang: Alteintragung (Aktualisierung vorgesehen) - Denkmaltyp: Bauliche Anlage, Sachgesamtheit: Friedhof Eichhof | weitere Fotos \| Fotos hochladen |
| 41556          | Friedenskamp 15 (54° 20′ 0″ N, 10° 5′ 49″ O)        | Reihenhaus                                                            | Reihenhaus; 1912–13, Architekt Arnold Bruhn; zweigeschossiger Backsteinbau, traufständig mit Satteldach und polygonalem Standerker, qualitätvolle bauzeitliche wandfeste Ausstattung - Begründung: geschichtlich, künstlerisch, städtebaulich - Schutzumfang: Reihenhaus, - Denkmaltyp: Bauliche Anlage, Mehrheit von baulichen Anlagen: Wohnhauskolonie Hasselkamp/Friedenskamp | BW                               |
| 13904 Wikidata | Hasselkamp 2 (54° 19′ 58″ N, 10° 5′ 9″ O)           | Wohnhaus                                                              | Wohnhaus Dr. Niese; um 1925, Architekt Arnold Bruhn; eingeschossiger Backsteinbau mit Satteldach, qualitätvolle Fassadendetails, Heimatschutzarchitektur - Begründung: geschichtlich, künstlerisch, städtebaulich - Schutzumfang: gesamtes Objekt - Denkmaltyp: Bauliche Anlage | BW                               |
| 12751 Wikidata | Hasselkamp 93 (54° 19′ 57″ N, 10° 5′ 46″ O)         | Wohnhaus Arnold Bruhn                                                 | Wohnhaus Arnold Bruhn; 1912–13, Architekt Arnold Bruhn; im Kontext der Reihenhaus-Wohnsiedlung Hasselkamp/Friedenskamp in Formen des Heimatschutzstiles errichtetes Wohnhaus des Architekten, qualitätvolle Backsteinfassade und bauzeitliche wandfeste Ausstattung - Begründung: geschichtlich, künstlerisch, städtebaulich - Schutzumfang: gesamtes Objekt - Denkmaltyp: Bauliche Anlage, Mehrheit von baulichen Anlagen: Wohnhauskolonie Hasselkamp/Friedenskamp                                                                          | BW                               |
| 7801 Wikidata  | Kieler Straße 84 (54° 19′ 54″ N, 10° 5′ 1″ O)       | ehem. Geschäftsgebäude Landwirtschaftl. Bezugsverein (Sparkasse Kiel) | ehem. Geschäftsgebäude Landwirtschaftl. Bezugsverein; 1923–24, Architekt A. Bruhn, 1989–90 P. Jensen; zweigeschossiger Backsteinbau, traufständig mit Satteldach, drei Zwerchhäusern und seitlichen Stufengiebeln, Heimatschutzstil mit aufwändigen neubarocken Formen, Teilrekonstruktion und Erweiterung 1989–90 - Begründung: geschichtlich, wissenschaftlich, künstlerisch, städtebaulich - Schutzumfang: gesamtes Äußeres - Denkmaltyp: Bauliche Anlage, Sachgesamtheit: Ortszentrum Kronshagen                                         | weitere Fotos \| Fotos hochladen |
| 48840 Wikidata | Kopperpahler Allee 59 (54° 20′ 13″ N, 10° 5′ 11″ O) | Brüder-Grimm-Schule                                                   | Brüder-Grimm-Schule; 1911/12, Architekt Johannes Garleff; zweigeschossiger Baukörper in Backstein und mit Walmdach, rechtwinkliger Grundriss mit langgestrecktem Rückflügel, straßenseitig eingeschossiger Wohn- und Verwaltungstrakt mit Volutengiebel, zeitgleich entstandene gärtnerische Gestaltung des Schulhofareals mit Linden und Säuleneichen - Begründung: geschichtlich, künstlerisch, städtebaulich - Schutzumfang: Brüder-Grimm-Schule, Säuleneichen, Linden - Denkmaltyp: Bauliche Anlage, Sachgesamtheit: Brüder-Grimm-Schule | weitere Fotos \| Fotos hochladen |
| 27646 Wikidata | Kopperpahler Allee 59 (54° 20′ 14″ N, 10° 5′ 12″ O) | Turnhalle                                                             | Turnhalle der Brüder-Grimm-Schule; 1911/12, Architekt Johannes Garleff; Backsteinbau mit geschweiftem Tonnendach, Fassade mit rustizierten Lisenen, Giebel mit Halbrundfenstern und vertikaler Putzstreifengliederung - Begründung: geschichtlich, künstlerisch, städtebaulich - Schutzumfang: gesamtes Objekt - Denkmaltyp: Bauliche Anlage, Sachgesamtheit: Brüder-Grimm-Schule | weitere Fotos \| Fotos hochladen |

## Gründenkmale
| Objekt-ID      | Lage                                               | Offizielle Bezeichnung | Beschreibung | Bild                             |
| -------------- | -------------------------------------------------- | ---------------------- | --- | -------------------------------- |
| 10896 Wikidata | Eichhofstraße 54 – 56 (54° 20′ 8″ N, 10° 5′ 42″ O) | Friedhof Eichhof       | Der Friedhof ist mit 39,1 Hektar der größte Friedhof in Schleswig-Holstein. Es befinden sich zurzeit etwa 22.000 Gräber auf dem Friedhof. Eingeweiht wurde der Friedhof am 5. Juli 1900. Alteintragung (Aktualisierung vorgesehen) - Begründung: geschichtlich, wissenschaftlich, künstlerisch, städtebaulich - Schutzumfang: gesamtes Objekt - Denkmaltyp: Gründenkmal, Sachgesamtheit: Friedhof Eichhof | weitere Fotos \| Fotos hochladen |

## Quelle
- Liste der Kulturdenkmale in Schleswig-Holstein – Kreis Rendsburg-Eckernförde